# Itame fuscaria
Itame fuscaria là một loài bướm đêm trong họ Geometridae.